# Etiopska Partia Robotnicza
Etiopska Partia Robotnicza – leninowska etiopska partia polityczna sprawująca tam jednopartyjne rządy w latach 1984–1991.

## Historia
Początkowo kierownictwo lewicowej junty wojskowej rządzącej krajem od 1974 roku było przeciwne utworzeniu cywilnej partii politycznej. W połowie lat 70. podjęto nieudaną próbę połączenia organizacji marksistowsko-leninowskich w popierającą juntę unię. Nieudany eksperyment i napór zbrojnej opozycji przyczynił się do wypracowania potrzeby utworzenia jednolitej partii rządzącej. W grudniu 1979 roku z inicjatywy Mengystu Hajle Marjama powołano do życia komisję do zorganizowania Etiopskiej Partii Robotniczej (COPWE). Do 1983 roku Komisja grupowała 30-50 tysięcy członków skupionych w 6500 komórkach. Podstawowym kryterium członkostwa w Komisji była lojalność wobec rządu aniżeli kryteria ideologiczne.
Partia formalnie utworzona została 12 września 1984 roku w dziesiątą rocznicę puczu. Na czele awangardowej i promarksistowskiej formacji stanął Mengystu. Od początku istnienia objęła monopartyjne rządy i likwidowała konkurencyjne ugrupowania. Partia Robotnicza według założycieli miała być zdominowana przez urzędników państwowych i żołnierzy (mieli oni stanowić 65% członków partii). Reszta działaczy miała wywodzić się z pozostałych grup społecznych i związków zawodowych. W ramach ugrupowania działały specjalne komórki śledzące bieżącą sytuację struktur partyjnych oraz wojskowych. Działania te miały zapewnić centralizm partii. Partii podlegały organizacje takie jak: ogólnokrajowe związki zawodowe, stowarzyszenia mieszkańców miast, organizacje chłopskie, Stowarzyszenie Kobiet czy Związek Młodzieży Etiopskiej. Rola partii w państwie została podkreślona w konstytucji z 1987 roku. Partia została zlikwidowana w 1991 roku wraz z porażką sił rządowych w wewnętrznym konflikcie.